# Egmont (atol)
Otok Egmont (također poznat kao Atol Egmont,) je nenaseljeni atol pod upravom Ujedinjenog Kraljevstva. Ovaj atol je jedan od rijetkih nastalih koraljnih atola koji čine otočje Chagos, Britanski teritorij Indijskog oceana.
Ovaj mali atol nalazi se manje od 10 km južno od jugozapadnog ruba potopljenog koraljnog grebena Veliki Chagos. Njegova ukupna površina, uključujući lagunu i rubni koraljni greben, je 29 km2. Ukupna površina kopna je oko 4 km2. Najbliži otok je otok Danger na obali Great Chagos, manje od 30 km sjeverno.
Dva su prolaza u lagunu duž sjevernog ruba, Fausse Passe na sjeveroistoku i širi prolaz na sjeverozapadu. Otoci Egmont jedno su od omiljenih mjesta za sidrenje putujućih nautičara koji prolaze kroz Chagos.

## Otoci
Najveći otok je "Île Sud-Est" (Istočni Egmont), na kojem se nalazilo naselje, površine 1,5 km². Dok je "Île Lubine" slične veličine, ostali su otočići manji. Svi su otoci prekriveni kokosovim drvećem. Svi pojedinačni otoci nalaze se na južnom rubu koraljnog grebena. To su, od jugoistoka prema sjeverozapadu:
1. Île Sud-Est (Jugoistočni o.)
2. Île Takamaka (Takamaka)
3. Île Carre Pate (Kvadratni o.)
4. Île Lubine (Lubine)
5. Île Cipaye (Cipaye)
6. Île aux Rats (O. štakora)

Zapadno od Ile aux Rats nalazio se otočić poznat kao "Otok štakora" (fra. Ilot aux Rats) koji se u međuvremenu spojio s Ile aux Rats. Ile Cipaye se također piše 'Sipaille' i 'Cipaille'. Isle Carre Pate također se piše 'Carpathe'. Na nekim pomorskim kartama Ile Takamaka se piše kao 'Tattamucca'.

## Povijest
Ile Sudest, najveći otok, prvi put je naseljen u drugoj polovici 18. stoljeća, u vrijeme kada su ostale atole Chagosa naselili Francuzi.
Zapovjednik Robert Moresby napravio je pregled ovog atola i ucrtao ga na kartu 1838. godine. U to je vrijeme na ovom atolu bila plantaža kokosa. Izgrađen je nasip koji je povezivao otoke i izvršeno je vraćanje izgubljenog zemljišta. S vremenom su se neki od otoka međusobno spojili.
Otoci Egmont više nisu bili naseljeni u drugoj polovici 20. stoljeća, u vrijeme kada su Chagosanci ili Ilois iseljeni s Chagosa.
U periodu 1972.–73. britanske oružane snage su izvele podvodnu ekspediciju na Egmontsko otočje . Predvođena vođom Sqn-a "Dickiejem" Birdom RAF-a, bila je to prva ekspedicija takve vrste u Chagosu. Alan Baldwin RN bio je zamjenik voditelja, a znanstveni rad se odvijao pod vodstvom dr. Davida Bellamyja. Njegov je cilj bio proučavanje formiranja i rasta koraljnih grebena, kao i flore i faune otoka. RFA Gold Ranger odveo je članove ekspedicije iz atola Gan, atol Addu, na atol Egmont, a nakon što je istraživanje završeno, RFA Stromness ih je vratio u Gan. Nakon uspjeha, iduće je godine poduzeta druga ekspedicija na otok Danger.

## Vanjske poveznice
- Chagos Islands coral collections
- The molluscan fauna of Chagos (Indian Ocean) and an analysis of its broad distribution patterns